# Província de Viterbo
La província de Viterbo forma part de la regió italiana del Laci. Té una àrea de 3.612 km² i està subdividida en 60 territoris municipals la capital dels quals és la ciutat de Viterbo.

## Geografia
El territori d'aquesta província pot dividir-se a grans trets en quatre àrees geogràfiques: 
- la zona costanera i plana del Maresme lacial;
- l'Alta Tuscia, que és una zona delimitada entre la frontera amb la Toscana i el Llac de Bolsena, ocupada per turons formats per antics volcans;
- la zona dels Monts Cimins i del territori proper a la ciutat metropolitana de Roma;
- la part oriental que limita amb l'Úmbria i el territori banyat pel riu Tíber.

### Orografia

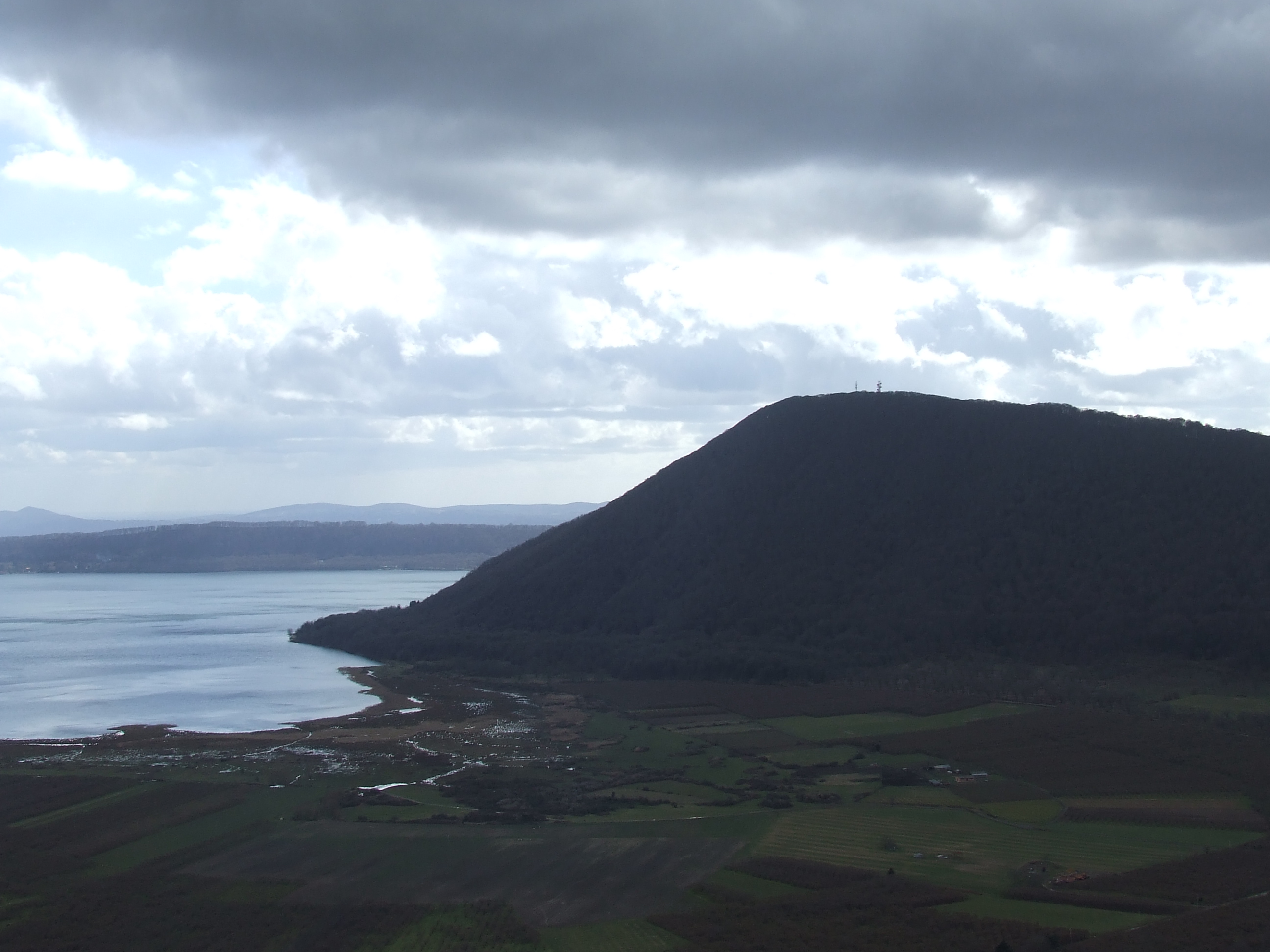
El Mont Fogliano, (953 m) a la vora del llac de Vico

No hi ha relleus excessivament alts a la província de Viterbo, sent el cim més alt el Mont Cimino situat a l'extrem de la cadena del mateix nom al municipi de Soriano nel Cimino, amb 1.053 metres d'altitud. Els Monts Cimins són la cadena muntanyosa més significativa en termes d'extensió i alçada, amb el Mont Fogliano (964,5 m), el Poggio Nibbio (896 m) i el Mont Venere (851 msnm).
L'altra cadena de la província, els Monts Volsini, no és gaire més que un conjunt de turons, que coronen el nord del Llac de Bolsena: parlar de cadena sembla de vegades inapropiat per aquesta mena de relleu que inclou el Poggio del Torrone amb una alçada màxima de 690 m i té una pujada suau donant un aspecte més de pujol que de muntanya.
Tot aquest relleu és d'origen volcànic, com es pot veure per les formacions rocalloses de tuf o d'altres roques típicament originades a partir de la lava. També les zones planes i els llacs són degudes als volcans.

### Hidrografia

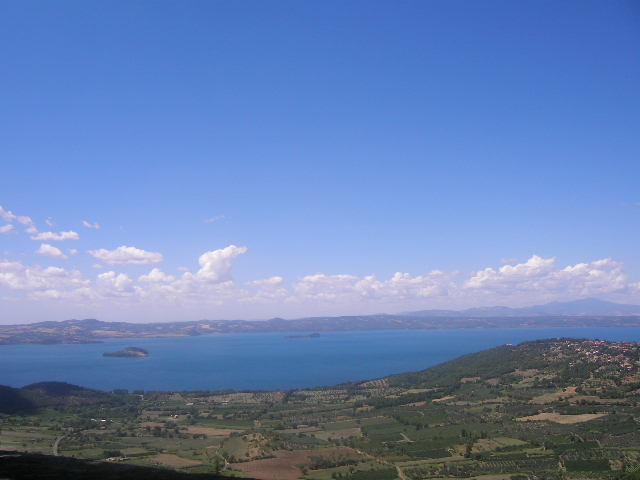
El llac de Bolsena

A la província de Viterbo hi ha diversos llacs, rius i torrents.
El llac principal és el de Bolsena, situat a la zona nord-occidental de la província, la seva importància és d'àmbit turístic, cultural i econòmic principalment. La seva forma gairebé circular es deu al fet que va ser un cràter. És el cinquè llac italià per les seves dimensions, que són 113,5 km² de superfície i 151 metres de profunditat màxima.
El segon llac en importància i dimensions és el llac de Vico, també d'origen volcànic, encastat en els Monts Cimins. És el més alt dels grans llacs italians (a 510 msnm). Té una fauna i flora molt particulars que han estat protegides des de la creació de l'organisme del parc natural.
Altres llacs menors són el Llac de Mezzano, dins el territori municipal de Valentano, i el petit llac de Monterosi.
Pel que fa als rius, el Tíber és el tercer riu italià per la seva llargada Altres rius importants són: el Marta, emissari del llac de Bolsena, el Paglia, el Fiora, mentre que l'Arrone és el torrent més destacat.

### Boscos
Les zones boscoses de la província de Viterbo sumen una superfície de 358.696 hectàrees i això fa el 19% de la totalitat del territori. Tenen característiques diferents segons si es troben en una d'aquestes àrees:
- L'àrea del Lauretum. Són els boscos de clima temperat o fred, de relleu no gaire pronunciat i a prop del maresme costaner.
- L'àrea del Castanetum.Al sud de la província, s'inicien al voltant del llac de Bracciano i continuen fins al llac de Vico i els Monts Cimins.[2]

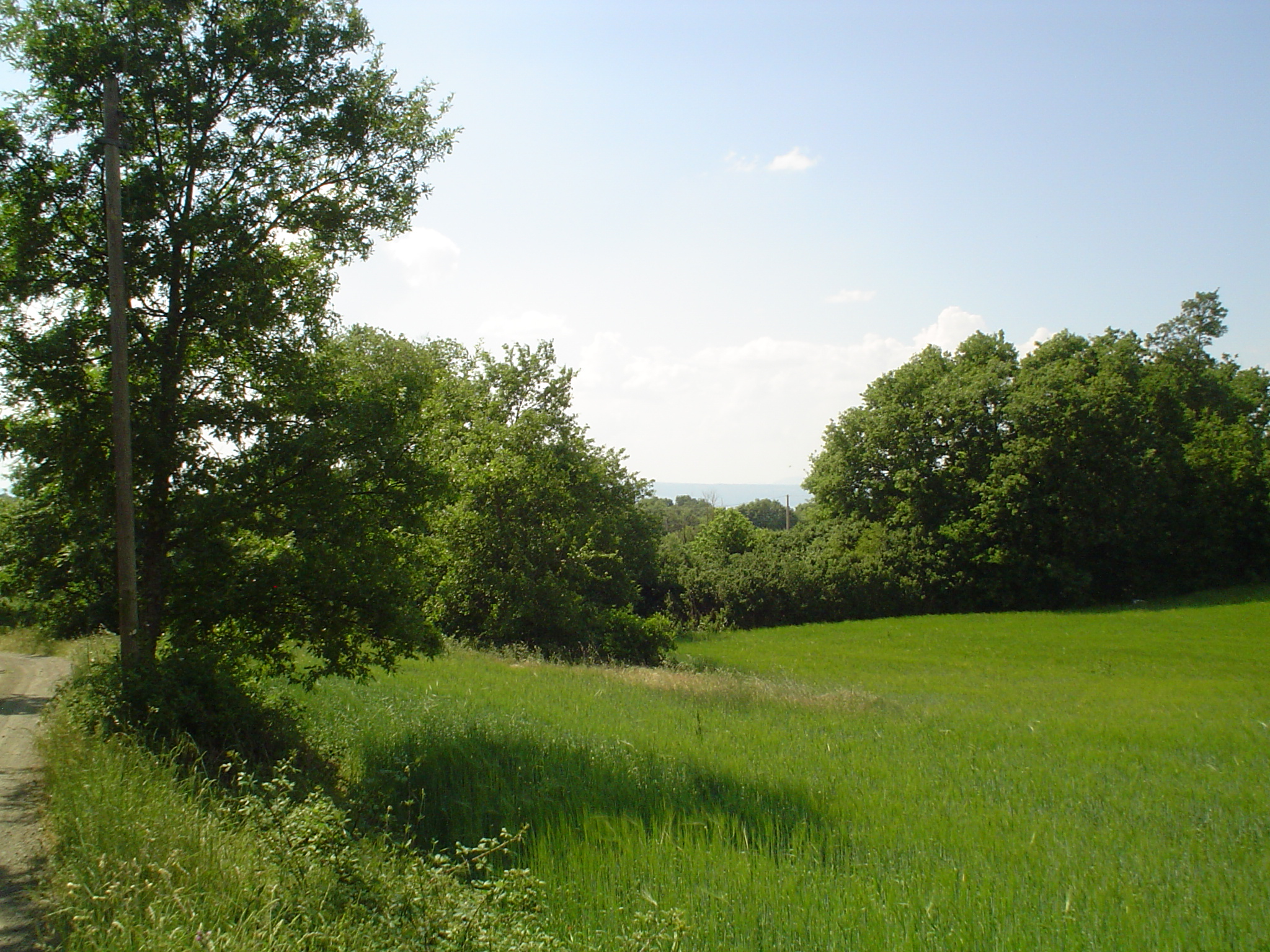
Bosc de la localitat Coste di Montefiascone

La forma de bosc que més hi ha són els dits boscos menuts, amb 58.209 hectàrees, mentre que els boscos de trocs alts, on es troben els castanyers, cobreixen una superfície de 9.821 hectàrees. La varietat més abundant és el roure que es troba a tot arreu, des de la costa fins al Mont Cimino. En molts casos es troba sense barejar, però en general, a la plana de la costa es troba en companyia d'altres espècies com l'alzina, l'alzina surera, el carpí, l'om, el freixe. El creixement i la difusió dels boscos menuts és deguda probablement al consum considerable que en el passat es feia de la llenya tant per escalfar com per cuinar o per fer carbó vegetal. Fins i tot avui en dia es pot veure les restes de les antigues carboneres. Per l'aprofitament de les fustes els camins acostumen a ser estrets i de difícil accés, motiu pel qual es fan servir mules. Per entre els boscos menuts passen els pastors amb ramats d'ovelles eliminant matolls (se'ls mengen les ovelles) i a la vegada nodrint el sòl amb els fems del bestiar, però acaben sent un problema, ja que la quantitat d'animals dels ramats està en desproporció a la quantitat de bosc. Un altre enemic d'aquests boscos són els incendis que de vegades s'originen per la pràctica d'alguns agricultors que cremen la part de la collita que no s'aprofita i s'acaben descontrolant.
En les zones més altes el bosc menut és substituït per boscos amb domini de castanyers. És la part boscosa considerada econòmicament més rendible, se n'obtenen: taulons, bigues, biguetes,etc. Malauradament aquests arbres poden ser atacats per una malaltia anomenada càncer de l'escorça que l'ataca per l'interior i no és visible per la part externa fins que ja és massa tard per salvar-lo. Hi ha dos punts de la província (part baixa del Mont Venere i del Mont Raschio) on es produeix el fenomen de la inversió tèrmica i, en conseqüència, la vegetació està situada al revés de la forma anteriorment descrita, per exemple els faigs es troben en llocs més baixos d'on seria d'esperar trobar l'àrea del castaneum.
Com a dada curiosa, a la localitat de Monte Casoli la família Orsini va decorar un bosc amb escultures de la mitologia antiga i des de llavors s'anomena el Bosco Sacro (bosc sagrat).

## Història
La província de Viterbo fou instituïda el 1927 per separació de la província de Roma; comprenia el territori del voltant de la ciutat de Viterbo, però aquesta primera demarcació està actualment obsoleta; pocs anys després se li va afegir el municipi de Monte Romano.
Pel reial decret n° 2735 del 2 de desembre del 1928 foren canviats els seus límits amb una ampliació que incloïa els municipis de Montalto di Castro, Monterosi, Nepi, Oriolo Romano i Tarquínia.

### llista de municipis
Actualment hi pertanyen els següents 60 municipis:
- Acquapendente
- Arlena di Castro
- Bagnoregio
- Barbarano Romano
- Bassano Romano
- Bassano in Teverina
- Blera
- Bolsena
- Bomarzo
- Calcata
- Canepina
- Canino
- Capodimonte
- Capranica
- Caprarola
- Carbognano
- Castel Sant'Elia
- Castiglione in Teverina
- Celleno
- Cellere
- Civita Castellana
- Civitella d'Agliano
- Corchiano
- Fabrica di Roma
- Faleria
- Farnese
- Gallese
- Gradoli
- Graffignano
- Grotte di Castro
- Ischia di Castro
- Latera
- Lubriano
- Marta
- Montalto di Castro
- Monte Romano
- Montefiascone
- Monterosi
- Nepi
- Onano
- Oriolo Romano
- Orte
- Piansano
- Proceno
- Ronciglione
- San Lorenzo Nuovo
- Soriano nel Cimino
- Sutri
- Tarquinia
- Tessennano
- Tuscania
- Valentano
- Vallerano
- Vasanello
- Vejano
- Vetralla
- Vignanello
- Villa San Giovanni in Tuscia
- Viterbo
- Vitorchiano

### Escut heràldic
Per fer l'escut heràldic provincial es va prendre com a referència el de la capital, Viterbo. Consta de la figura d'un lleó caminant sobre camp verd i fons blau; a la part superior una creu blanca sobre fos roig; entre la creu i el lleó hi ha una banda horitzontal amb la llegenda en llatí:«Non metuens verbum, leo sum qui signo Viterbum» ("No tinc por de cap ofensa, sóc el lleó que representa Viterbo").
Segons la tradició, no confirmada, la figura del lleó vindria adoptada de les llegendes d'Hèrcules que feia servir les pells d'aquest animal per vestir-se. El lleó va ser també un símbol dels Güelfs i el devien adoptar quan va sorgir el conflicte entre güelfs i gibel·lins i la ciutat de Viterbo es va posicionar a favor dels primers. Es creu que el papa el 1312 va imposar la creu per refermar que els Güelf estaven de la seva banda.

## Demografia

### Densitat de població
La població de la província està repartida de forma desigual, els següents municipis són els que concentren més població:
|    | Ciutat             | Habitants | Extensió km² | Densitat |
| -- | ------------------ | --------- | ------------ | -------- |
| 1  | Viterbo            | 64.548    | 403,23       | 165,69   |
| 2  | Civita Castellana  | 16.772    | 84,22        | 199,2    |
| 3  | Tarquínia          | 16.448    | 279,34       | 59,13    |
| 4  | Montefiascone      | 13.570    | 104,93       | 130,68   |
| 5  | Vetralla           | 13.226    | 113,77       | 118,73   |
| 6  | Nepi               | 9.258     | 83,71        | 116,87   |
| 7  | Ronciglione        | 8.920     | 52,53        | 169,58   |
| 8  | Orte               | 8.854     | 69,56        | 129,47   |
| 9  | Montalto di Castro | 8.787     | 189,63       | 47,33    |
| 10 | Soriano nel Cimino | 8.680     | 78,54        | 107,88   |

### Immigració
A 31 de desembre el 2008 a la província de Viterbo hi havien censats 23.843 residents de nacionalitat estrangera; els grups més nombrosos eren:
- 10.500
- 1.539
- 989
- 865
- 856
- 817
- 587
- 561

## Esdeveniments culturals
L'esdeveniment cultural més important de la província és el festival internacional de jazz organitzat al municipi de Tuscia. Els llocs triats per als concerts solen ser antics edificis històrics i l'entrada generalment és gratuïta. Les dades del festival es reparteixen entre els mesos de juliol i agost.